# Мелеузовский район
Мелеу́зовский райо́н (баш. Мәләүез районы) — административно-территориальная единица (район) и муниципальное образование (муниципальный район) в её границах под наименованием муниципальный район Мелеузовский район (баш. Мәләүез районы муниципаль районы) в составе Республики Башкортостан Российской Федерации.
Административный центр — город Мелеуз.

## География
Район находится на юге Башкортостана. Площадь района составляет 3232 км². Западная часть территории района расположена на Прибельской увалисто-волнистой равнине, переходящей на крайнем юге в северные отроги Общего Сырта, восточная часть — на западных передовых хребтах Южного Урала. Гидрографическая сеть распределена неравномерно и представлена рекой Белой с притоками Нугушем, Сухайля, Ашкадаром, Мелеузом. Климат умеренно континентальный, засушливый. Распространены чернозёмы типичные, обыкновенные, выщелоченные и тёмно-серые лесные почвы. Полезные ископаемые представлены месторождениями нефти, глины, суглинка, песка, известняка, песчано-гравийной смеси, агрономической руды.

## История
Ранее территория района включала в себя территории Мелеузовской, Зирганской и Араслановской волостей Стерлитамакского уезда Оренбургской губернии.
Мелеузовский район был образован 20 августа 1930 года, когда согласно постановлению президиума ВЦИК было ликвидировано разделение Башкирской АССР на кантоны и образовано 48 районов.

## Население
| 1939    | 1959    | 1970    | 1979    | 1989    | 2002    | 2008    | 2009    | 2010    |
| ------- | ------- | ------- | ------- | ------- | ------- | ------- | ------- | ------- |
| 44 070  | ↗57 968 | ↗63 821 | ↘30 281 | ↘26 509 | ↗26 723 | ↗88 735 | ↘88 498 | ↗88 549 |
| 2012    | 2013    | 2014    | 2015    | 2016    | 2017    | 2018    | 2019    | 2021    |
| ↘87 150 | ↘86 577 | ↘85 714 | ↘85 238 | ↘84 784 | ↘84 042 | ↘83 202 | ↘82 000 | ↘81 876 |

Согласно прогнозу Минэкономразвития России, численность населения будет составлять:
- 2024 — 83,13 тыс. чел.
- 2035 — 79,27 тыс. чел.

### Урбанизация
В городских условиях (город Мелеуз) проживают 69,01 % населения района.

### Национальный состав
Согласно Всероссийской переписи населения 2010 года: русские — 44,8 %, башкиры — 33,1 %, татары — 14,9 %, чуваши — 3,4 %, украинцы — 1,2 %, лица других национальностей — 2,6 %.
По итогам переписи населения 2020 года проживали следующие национальности (национальности менее 0,1 % и другое см. в сноске к строке «Другие»):
| Национальность | Численность, чел. | Доля     |
| -------------- | ----------------- | -------- |
| Русские        | 38 850            | 47,45 %  |
| Башкиры        | 26 811            | 32,75 %  |
| Татары         | 11 114            | 13,57 %  |
| Чуваши         | 1856              | 2,27 %   |
| Казахи         | 446               | 0,54 %   |
| Украинцы       | 412               | 0,50 %   |
| Армяне         | 347               | 0,42 %   |
| Азербайджанцы  | 178               | 0,22 %   |
| Мордва         | 168               | 0,21 %   |
| Узбеки         | 162               | 0,20 %   |
| Таджики        | 104               | 0,13 %   |
| Чеченцы        | 91                | 0,11 %   |
| Другие         | 1337              | 1,63 %   |
| Итого          | 81 876            | 100,00 % |

### Языковой состав
Согласно Всероссийской переписи населения 2010 года родными языками населения являлись: русский — 51 %, 
башкирский — 31,1 %, татарский — 13 %, чувашский — 2,4 %.
Согласно Всероссийской переписи населения 2020 года родными языками населения являлись: русский — 51,4 %, 
башкирский — 31,7 %, татарский — 12,3 %, чувашский — 1,8 %.

## Административное деление
В Мелеузовский район как административно-территориальную единицу республики входит 1 город районного значения и 16 сельсоветов.
В одноимённый муниципальный район в рамках местного самоуправления входит 17 муниципальных образований, в том числе 1 городское поселение и 16 сельских поселений.
| №        | Муниципальное образование | Административный центр | Количество населённых пунктов | Население | Площадь, км² |
| -------- | ------------------------- | ---------------------- | ----------------------------- | --------- | ------------ |
| 1e-06    | Городское поселение       |                        |                               |           |              |
| 1        | город Мелеуз              | город Мелеуз           | 1                             | ↘58 004   | 35,84        |
| 1.000002 | Сельские поселения        |                        |                               |           |              |
| 2        | Абитовский сельсовет      | деревня Басурмановка   | 7                             | ↗1560     | 135,33       |
| 3        | Александровский сельсовет | село Александровка     | 4                             | ↘747      | 80,09        |
| 4        | Аптраковский сельсовет    | деревня Аптраково      | 6                             | ↘770      | 53,20        |
| 5        | Араслановский сельсовет   | деревня Смаково        | 8                             | ↘1243     | 93,69        |
| 6        | Воскресенский сельсовет   | село Воскресенское     | 3                             | ↘1568     | 106,53       |
| 7        | Денисовский сельсовет     | село Богородское       | 5                             | ↘1502     | 183,50       |
| 8        | Зирганский сельсовет      | село Зирган            | 10                            | ↘4805     | 219,56       |
| 9        | Иштугановский сельсовет   | деревня Иштуганово     | 4                             | ↘583      | 41,99        |
| 10       | Корнеевский сельсовет     | деревня Корнеевка      | 9                             | ↘1689     | 252,99       |
| 11       | Мелеузовский сельсовет    | деревня Каран          | 10                            | ↘2579     | 84,86        |
| 12       | Нордовский сельсовет      | село Нордовка          | 4                             | ↘1465     | 160,60       |
| 13       | Нугушевский сельсовет     | село Нугуш             | 3                             | ↘1299     | 1129,06      |
| 14       | Партизанский сельсовет    | село Дарьино           | 7                             | ↘1596     | 246,35       |
| 15       | Первомайский сельсовет    | деревня Первомайская   | 9                             | ↘2564     | 259,95       |
| 16       | Сарышевский сельсовет     | деревня Сарышево       | 3                             | ↘641      | 64,74        |
| 17       | Шевченковский сельсовет   | деревня Антоновка      | 3                             | ↘587      | 83,93        |

### Населённые пункты
| №  | Населённый пункт  | Тип              | Население | Муниципальное образование |
| -- | ----------------- | ---------------- | --------- | ------------------------- |
| 1  | Абитово           | деревня          | ↘222      | Абитовский сельсовет      |
| 2  | Айтуган           | деревня          | ↗107      | Мелеузовский сельсовет    |
| 3  | Акназарово        | деревня          | ↘168      | Сарышевский сельсовет     |
| 4  | Александровка     | село             | ↘520      | Александровский сельсовет |
| 5  | Андреевский       | хутор            | ↗26       | Александровский сельсовет |
| 6  | Антоновка         | деревня          | ↘443      | Шевченковский сельсовет   |
| 7  | Апасово           | деревня          | ↘68       | Аптраковский сельсовет    |
| 8  | Аптраково         | деревня          | ↘312      | Аптраковский сельсовет    |
| 9  | Арасланово        | деревня          | ↘159      | Араслановский сельсовет   |
| 10 | Басурмановка      | деревня          | ↘202      | Абитовский сельсовет      |
| 11 | Бельский          | деревня          | ↘331      | Первомайский сельсовет    |
| 12 | Береговка         | деревня          | ↘129      | Араслановский сельсовет   |
| 13 | Берёзовский       | хутор            | ↘4        | Иштугановский сельсовет   |
| 14 | Богородское       | село             | ↘508      | Денисовский сельсовет     |
| 15 | Варварино         | село             | ↘188      | Нордовский сельсовет      |
| 16 | Васильевка        | село             | ↘290      | Партизанский сельсовет    |
| 17 | Верхнеюлдашево    | деревня          | ↘392      | Зирганский сельсовет      |
| 18 | Воскресенское     | село             | ↘1817     | Воскресенский сельсовет   |
| 19 | Восточный         | деревня          | ↘328      | Абитовский сельсовет      |
| 20 | Давлеткулово      | деревня          | ↘145      | Корнеевский сельсовет     |
| 21 | Даниловка         | деревня          | ↘420      | Корнеевский сельсовет     |
| 22 | Дарьино           | село             | ↘801      | Партизанский сельсовет    |
| 23 | Дмитриевка        | деревня          | ↗356      | Нордовский сельсовет      |
| 24 | Дмитриевка        | деревня          | ↘5        | Первомайский сельсовет    |
| 25 | Зирган            | село             | ↘4115     | Зирганский сельсовет      |
| 26 | Зириково          | деревня          | ↗180      | Абитовский сельсовет      |
| 27 | Ивановка          | деревня          | ↗133      | Партизанский сельсовет    |
| 28 | Исламгулово       | деревня          | ↘48       | Араслановский сельсовет   |
| 29 | Иткучуково        | деревня          | ↘235      | Абитовский сельсовет      |
| 30 | Иштуганово        | деревня          | ↘339      | Иштугановский сельсовет   |
| 31 | Канбулатово       | деревня          | →0        | Зирганский сельсовет      |
| 32 | Каран             | деревня разъезда | ↗33       | Мелеузовский сельсовет    |
| 33 | Каран             | деревня          | ↘377      | Мелеузовский сельсовет    |
| 34 | Кашаля            | деревня          | →1        | Нугушевский сельсовет     |
| 35 | Кизрай            | деревня          | ↘342      | Первомайский сельсовет    |
| 36 | Климовка          | деревня          | ↘20       | Зирганский сельсовет      |
| 37 | Конаревка         | деревня          | ↘94       | Шевченковский сельсовет   |
| 38 | Корнеевка         | деревня          | ↗1018     | Корнеевский сельсовет     |
| 39 | Кочкарь           | хутор            | ↘32       | Воскресенский сельсовет   |
| 40 | Красногорский     | хутор            | ↘96       | Араслановский сельсовет   |
| 41 | Красный Яр        | хутор            | →1        | Воскресенский сельсовет   |
| 42 | Кузьминское       | деревня          | ↘225      | Мелеузовский сельсовет    |
| 43 | Кутлубулатово     | деревня          | ↘219      | Абитовский сельсовет      |
| 44 | Кутушево          | деревня          | ↘490      | Мелеузовский сельсовет    |
| 45 | Маломукачево      | деревня          | ↘193      | Мелеузовский сельсовет    |
| 46 | Малошарипово      | деревня          | ↘237      | Араслановский сельсовет   |
| 47 | Мелеуз            | город            | ↘56 505   | город Мелеуз              |
| 48 | Михайловка        | деревня          | ↘140      | Денисовский сельсовет     |
| 49 | Муллагулово       | деревня          | ↘155      | Аптраковский сельсовет    |
| 50 | Мутаево           | деревня          | ↘153      | Сарышевский сельсовет     |
| 51 | Нижнеташево       | деревня          | ↘76       | Абитовский сельсовет      |
| 52 | Новая Казанковка  | деревня          | ↗240      | Денисовский сельсовет     |
| 53 | Новая Слободка    | деревня          | ↘14       | Корнеевский сельсовет     |
| 54 | Новотроевка       | деревня          | ↗6        | Нордовский сельсовет      |
| 55 | Нордовка          | село             | ↘1000     | Нордовский сельсовет      |
| 56 | Нугуш             | село             | ↘1190     | Нугушевский сельсовет     |
| 57 | Нурдавлетово      | деревня          | ↘102      | Зирганский сельсовет      |
| 58 | Озерки            | деревня          | ↗127      | Шевченковский сельсовет   |
| 59 | Первомайская      | деревня          | ↘764      | Первомайский сельсовет    |
| 60 | Петровский        | хутор            | ↗14       | Александровский сельсовет |
| 61 | Петропавловка     | деревня          | ↘209      | Денисовский сельсовет     |
| 62 | Покровка          | деревня          | ↘128      | Корнеевский сельсовет     |
| 63 | Рассвет           | деревня          | ↘214      | Мелеузовский сельсовет    |
| 64 | Ромадановка       | деревня          | ↘9        | Корнеевский сельсовет     |
| 65 | Романовка         | деревня          | ↘5        | Партизанский сельсовет    |
| 66 | Сабашево          | деревня          | ↘300      | Зирганский сельсовет      |
| 67 | Саитовский        | деревня          | ↘377      | Денисовский сельсовет     |
| 68 | Самаровка         | деревня          | ↗52       | Партизанский сельсовет    |
| 69 | Самаро-Ивановка   | деревня          | ↘320      | Первомайский сельсовет    |
| 70 | Самойловка        | деревня          | ↘273      | Первомайский сельсовет    |
| 71 | Сарлак            | деревня          | ↘334      | Мелеузовский сельсовет    |
| 72 | Сарышево          | деревня          | ↘406      | Сарышевский сельсовет     |
| 73 | Семёновка         | деревня          | ↗2        | Зирганский сельсовет      |
| 74 | Сергеевка         | деревня          | ↘191      | Нугушевский сельсовет     |
| 75 | Серять            | хутор            | ↘8        | Иштугановский сельсовет   |
| 76 | Смаково           | деревня          | ↘444      | Араслановский сельсовет   |
| 77 | Старая Казанковка | деревня          | ↘37       | Партизанский сельсовет    |
| 78 | Старомусино       | деревня          | ↘66       | Первомайский сельсовет    |
| 79 | Столяровка        | деревня          | →10       | Зирганский сельсовет      |
| 80 | Сурагулово        | деревня          | →0        | Аптраковский сельсовет    |
| 81 | Сухаревка         | деревня          | ↘239      | Корнеевский сельсовет     |
| 82 | Сыртланово        | деревня          | ↘335      | Иштугановский сельсовет   |
| 83 | Тавлинка          | деревня          | →0        | Корнеевский сельсовет     |
| 84 | Тамьян            | деревня          | ↘353      | Мелеузовский сельсовет    |
| 85 | Ташлыкуль         | деревня          | ↘141      | Мелеузовский сельсовет    |
| 86 | Терекла           | деревня          | ↘67       | Зирганский сельсовет      |
| 87 | Тихоновка         | деревня          | ↗59       | Корнеевский сельсовет     |
| 88 | Троицкое          | село             | ↘630      | Партизанский сельсовет    |
| 89 | Туманчино         | деревня          | ↘186      | Аптраковский сельсовет    |
| 90 | Тюляково          | деревня          | ↘241      | Первомайский сельсовет    |
| 91 | Узя               | деревня          | ↘242      | Первомайский сельсовет    |
| 92 | Хасаново          | деревня          | ↘221      | Аптраковский сельсовет    |
| 93 | Хлебодаровка      | село             | ↘253      | Александровский сельсовет |
| 94 | Юмаково           | деревня          | ↘176      | Зирганский сельсовет      |
| 95 | Якты-Куль         | деревня          | ↘89       | Араслановский сельсовет   |
| 96 | Янги-Аул          | деревня          | ↘182      | Араслановский сельсовет   |

## Экономика
Район промышленно-сельскохозяйственный. Предприятия промышленности сосредоточены в городе Мелеузе. Сельскохозяйственные угодья занимают 173,8 тыс. га, из них пашня — 116,0 тыс. га, сенокосы — 14,5 тыс. га, пастбища — 43,1 тыс. га. Растениеводство представлено зерновым хозяйством, возделыванием сахарной свёклы, подсолнечника, картофеля; животноводство — молочно-мясным скотоводством, свиноводством, овцеводством.

## Транспорт
По территории района проходят железная дорога Уфа — Оренбург, федеральная автомобильная дорога Р-240 Уфа — Оренбург.

## Образование
В районе 58 общеобразовательных школ, в том числе 14 средних, 30 массовых библиотек, 50 клубных учреждений, центральная и 2 участковые больницы. Издаются газеты на русском языке «Путь Октября» и башкирском языке «Кунгак».

## Места отдыха
- Национальный парк «Башкирия».
- Нугушское водохранилище.

## Достопримечательности
- Карстовый мост и водопад Куперля — природный двухпролётный мост через каньонообразную долину реку Куперля, правого притока реки Нугуш[40][41].
- Государственный природный заказник «Кунгак» — заказник, с природными условиями, чрезвычайно благоприятными для обитания многих видов животного мира, участки массового обитания животных, занесённых в Красную книгу Российской Федерации[42][43].
- Урочище Кутук — межгорная впадина, ограниченная хребтами Яман-Тау и Кибиз, и каньонообразными долинами рек Нугуш и Белая[44][45].
- Урочище Кутук-Сумган — карстовая пещера в Башкортостане, одна из крупнейших пещер Урала, спелеологический музей-лаборатория[43][46].